# 吉翁公國
吉翁公國（ジオン公国，Principality of Zeon），香港譯為「自護」，台灣譯為「吉翁」，是動畫機動戰士GUNDAM系列當中登場的虛構國家。該國位於月球背側，離地球最遠的太空殖民地群體：Side3，是以迪金·索德·薩比為元首的君主獨裁制公國。形式上最高領導人為迪金公王，但是實權握於公王的長子、吉翁軍總帥基連·薩比手中。該國以爭取宇宙居民獨立自治為名，對地球聯邦發動了一年戰爭。

## 國名
吉翁名稱典故來自猶太教、基督教《聖經》的「錫安」（Zion）一詞，在《聖經》末世預言中有「上帝的新選民」「上帝公義的新國度」含意，常與已墮落腐敗的大地（巴比倫）相對。在初代鋼彈推出的1970年代，錫安主義象徵以色列人爭取獨立建國的激進主義，與周圍反對他們建國的阿拉伯國家不斷展開戰爭。因此創作團隊刻意讓吉翁·茲姆·戴肯及薩比家刻意選擇此名稱，以象徵自己乃是宇宙新選民，為了爭取神聖的獨立自由，而對抗邪惡的大地（地球聯邦）政權。
至於慈恩等譯名，僅出現在安彥良和的漫畫「機動戰士鋼彈The Origin」、餅月的漫畫「全自動洗衣機乾達機（台灣譯名）」以及湯尼嶽崎的鋼彈惡搞漫畫等等較具惡趣味的漫畫（安彥良和的應該是個例外）。

### 「吉翁萬歲！」（ジーク・ジオン！）與吉翁的英文表記問題
吉翁公國的英文原本早期確實寫為Zion Dukedom（見SATURN版《機動戰士GUNDAM 基連的野望》），意為「錫安公國」；但隨著1999年地球聯邦宇宙軍在設定上改名為EFSF，吉翁的英文國號也改為音形近似Zion（錫安）的Zeon（全名為「Principality of Zeon」）。一般認為如此修改，是為了迴避與現實世界中猶太教、基督教《聖經》啟示中的聖山錫安及以色列的猶太人復國主義（Zionism）相衝突，而引起基督徒或以色列人士不必要的抗議。
在初代至為止，經常使用的「吉翁萬歲」，早期曾寫為Zick Zion，但經過日方愛好者考察，ジーク一詞應為德文Sieg Heil（納粹德國時期常用的口號，字面意義為「勝利萬歲」）的前半音節。再加上英文國號的更改，所以近來「吉翁萬歲」的英文正名為SIEG ZEON。

## 歷史

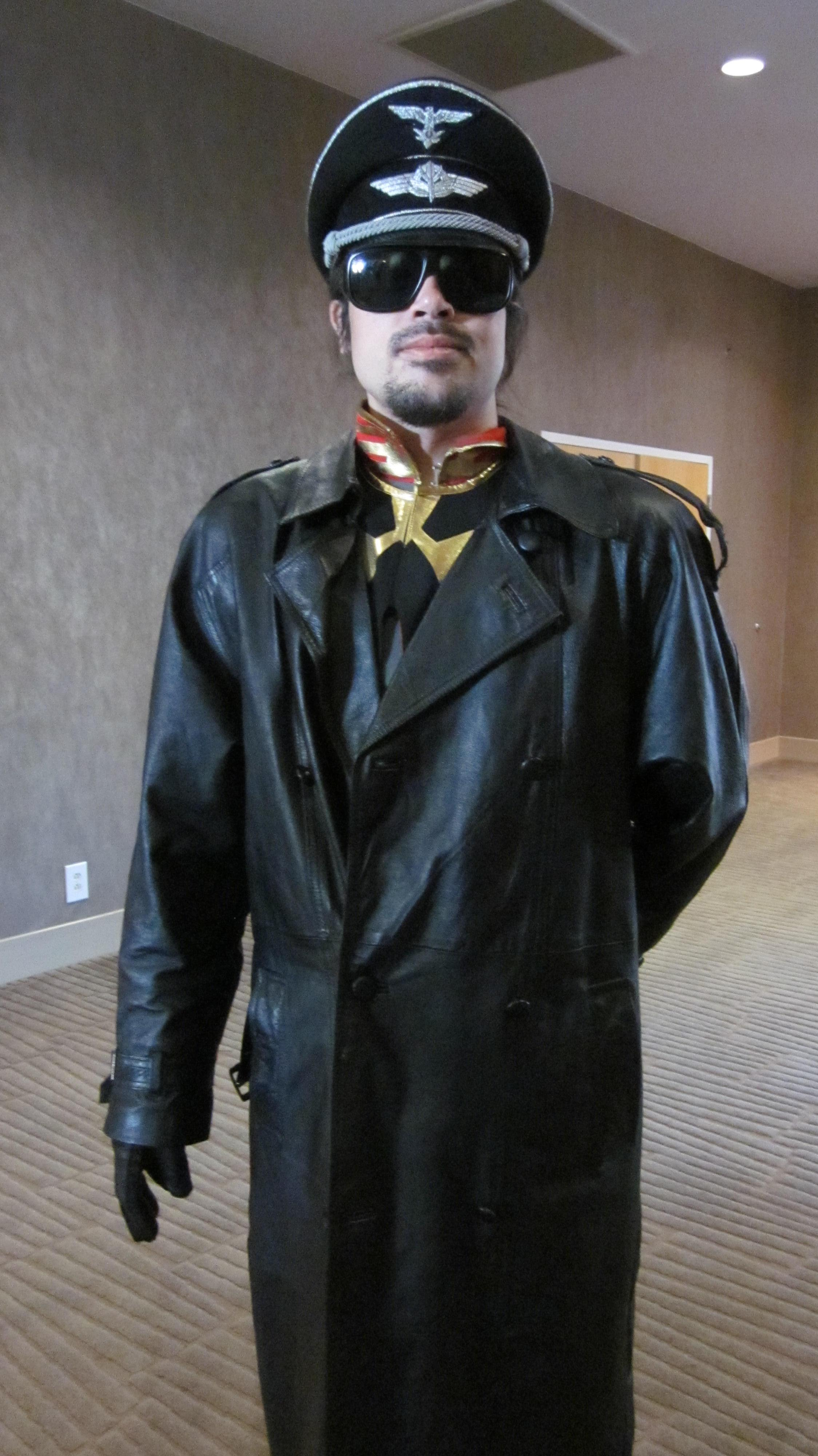
一位cosplayer在加利福尼亞州聖荷西FanimeCon 2010 活動上扮演吉翁公國軍官。

### 一年戰爭之前
宇宙世紀0050年代，宇宙移民者（Spacenoid）之間開始覺得自己在政治與人權上與地球居民（Earthnoid）之間受到差別待遇。事實上地球聯邦政府將各殖民地視為附庸國，時常進行強烈的內政干涉。
在這樣的狀況下，吉翁·茲姆·戴肯以宇宙移民者的代言人姿態，在Side3開始政治活動。最後該運動遍及Side3全境，於宇宙世紀0058年Side3可單獨自給自足之後成立吉翁共和國。但是吉翁戴肯對於與地球聯邦間的自治權問題交涉上採取對話而非武力解決的態度。
宇宙世紀0068年，吉翁戴肯遭到暗殺，其助手迪金薩比繼位，將吉翁派政治人物全數整肅，迪金「以武力鬥爭取得獨立」的政治主張受到不滿吉翁融合政策的民眾支持，而形成了薩比家獨裁體制，並改國號為「吉翁公國」。對地球聯邦態度也轉趨強硬並積極備戰。另外，迪金為營造自己是吉翁正當後繼人選的印象，將Side3首都的名稱改成吉翁的中名：「茲姆」市。
在安彥良和的作品「機動戰士GUNDAM THE ORIGIN」中，side3的原名為慕佐自治共和國，在地球聯邦的體制之下，地位應等同於前蘇聯的加盟共和國。在該作品中，慕佐與聯邦之間的緊張關係，在宇宙世紀0068年，共和國議會議長吉翁戴昆於議會上猝死而達到最高峰，聯邦軍甚至開始以優勢武力鎮壓慕佐首府。所幸，在戴昆的夥伴拉爾家的幫助下，戴昆家的遺孤得以躲過一連串政治鬥爭，前往地球。
與舊作不同的是，迪金薩比不希望與聯邦作戰，吉翁公國的成立一直到一年戰爭的爆發，全部都是由掌握實權的基連薩比所策劃。作品甚至透露出，在魯姆會戰被俘的聯邦宇宙攻擊軍雷比爾中將之所以獲救，迪金公王都有牽涉其中。直到雷比爾中將發表「吉翁無可用之兵」的著名演說後，公王的態度才逐漸轉為強硬。

### 一年戰爭的開戰與敗北
宇宙世紀0079年1月3日，吉翁公國對地球聯邦政府發表宣戰佈告。開戰初期公國軍以各式MS所組成的戰力以及殖民地投下與核生化等大範圍攻擊兵器迅速壓倒聯邦軍，並且使得Side1、Side2、Side4、Side5多數殖民地毀滅，在地球上造成了數以億計的死傷者。在禁止核武的南極條約簽訂後，戰線陷入膠著，但公國軍仍發動地球降下作戰，確保礦物等資源準備長期抗戰。
但是聯邦軍此時也發起V作戰開發了自己的MS，同時重建宇宙艦艇等戰力，將局勢慢慢扭轉回來。最終聯邦軍攻下吉翁本土最後防衛線所羅門與阿·巴瓦·空兩座要塞，同時薩比家族除德茲魯的女兒米妮瓦·薩比之外全員死亡。在阿·巴瓦·空陷落之後的宇宙世紀0080年1月1日，吉翁公國議會所組成的共和國政府與地球聯邦締結終戰協定。

### 終戰後
拒絕遵守吉翁共和國投降勸告的公國軍殘存勢力往地面上的非洲，以及宇宙的暗礁宙域還有小行星阿克西斯撤退，並且轉入地下活動。在宇宙世紀0083年迪拉茲紛爭當中再度舉兵，先後搶奪聯邦軍新型鋼彈GP02A、並把殖民衛星墜落至地球，然而叛亂最後被鎮壓。間接促成聯邦軍佐米托夫派利用新的恐慌建立泰坦斯。同年8月，得到支持下，繼承父親帶領的AXIS、同時成為米妮瓦的攝政掌握。以小行星阿古捷斯為根據地，大量吸納舊吉翁殘黨勢力。
0087年，機動戰士Z GUNDAM所描寫的格布斯戰役當中，泰坦斯與幽谷同時向AXIS要求給予協助，最終選擇支持泰坦斯，與幽谷敵對。
0088年，格里布斯戰役終結後，AXIS吸收Zeon共和国的戰力，正式建立新自護，開始第一次新吉翁抗爭序幕，更曾發動殖民衛星撞向都柏林，迫使地球連邦政府認同把Zeon公國起源之地的Side3作讓步。然而以古利明·杜杜為首的激進的親薩比派並不認同哈曼擔任攝政，純粹為了復興薩比家權威，便發動叛亂。哈曼為了鎮壓此叛亂而消耗了大量戰力外，更因一座居民點核心三號和其數百萬人被害，成為戰事轉捩點和喪失了Side3人民的支持。最後哈曼與傑特·亞希達交戰失敗，將乘機丘貝雷撞向AXIS外壁而亡。米妮瓦被夏亞以不明方式帶走。
雖然終戰後，各方都在形式上承認吉翁共和國的自治權，但在宇宙世紀0093年地球聯邦勢力已經伸入吉翁共和國各個角落，在第三次新吉翁抗爭之後，於0100年放棄自治，回歸地球聯邦的一部份。

## 吉翁與納粹德國
在一年戰爭的設定當中吉翁軍與現實中的納粹德國有許多相似之處。在初代第40話迪金公王與基連總帥之間有一段關於希特勒的對話，迪金提醒基連「有類似希特勒的種族清洗想法是危險的，而且希特勒最後失敗了」，基連則堅稱他會取得最終勝利。而在戰略戰術層面，利用新兵器與新戰術以寡擊眾，對於少數精英戰士的禮遇（如專用機的配給）也相當類似德軍的作法。吉恩的军服也有很浓的普魯士风格（这一点在MS Igloo中更是发挥到了极致）。在兵器命名上也有許多德文名稱：
- 初代：MS-09 DOM，DOM是德文「大教堂」之意
- 0080：MS-18E Kämpfer，Kämpfer是德文「鬥士」之意；MS-14 系列當中的14JG"Jäger"是德文「獵人」之意。
- 0083：MS-09F"DOM Tropen"當中的Tropen是德文「熱帶」之意，卡多最終所駕駛的MA"Neue Ziel"是德文「新目標」之意

## 軍事
除公國軍總帥基連·薩比直屬親衛部隊（指揮官埃丘·迪拉茲）之外，公國軍部隊主要分成三大部分：
- 宇宙攻擊軍：總司令德茲魯·薩比，規模為公國軍當中最大。主要據點為所羅門要塞，主要將領為藍巴·拉爾，寇司空等人。

- 突擊機動軍：總司令琪西莉亞·薩比，主要負責情報工作，特殊作戰，新人類研究。主要據點為月面要塞格拉那達，以及地球上的敖德薩。主要將領為馬·克貝、等。

- 地球方面軍：總司令卡爾馬·薩比。但其實質權限僅及於北美等地。

### 吉翁的機體

#### 《機動戰士GUNDAM》 （宇宙世紀0079年）
1. MSN-02 吉翁克(ジオング)(Zeong) (机体类型： 指挥官)
2. MAX-03 阿扎姆(アッザム)(Adzam) (机体类型： 士兵)
3. MAN-03 布勞·布羅(ブラウ・ブロ)(Braw Bro) (机体类型： 指挥官)
4. MSM-03 葛克(ゴッグ)(Gogg) (机体类型： 士兵)
5. MSM-04  亞凱(アッガイ)(Acguy) (机体类型： 士兵)
6. MA-04X  薩克雷諾(ザクレロ)(Zakrello) (机体类型： 士兵)
7. MA-05 (ビグロ)(Bygro) (机体类型： 士兵)
8. MS-05 (ザクI)(Zaku I) (机体类型： 士兵)
9. MS-06  (ザクII)(Zaku II) (机体类型： 士兵)
10. MS-07  古夫(グフ)(Gouf) (机体类型： 士兵)
11. MSM-07  茲葛克(ズゴック)(Z'Gok) (机体类型： 士兵)
12. MAM-07 格拉布羅(グラブロ)(Grublo) (机体类型： 士兵)
13. MA-08  畢格・薩姆(ビグ・ザム)(Big Zam) (机体类型： 指挥官)
14. MAN-08  艾爾美斯(エルメス)(Elemeth) (机体类型： 指挥官)
15. MS-09  (ドム)(Dom) (机体类型： 士兵)
16. MS-09R  力克德姆(リック・ドム)(Rick Dom) (机体类型： 士兵)
17. MSM-10  佐克(ゾック)(Zock) (机体类型： 士兵)
18. MS-14  傑爾古格(ゲルググ)(Gelgoog) (机体类型： 士兵)
19. YMS-15  甘恩(ギャン)(Gyan) (机体类型： 指挥官)

#### 《GUNDAM 第08MS小隊》 （宇宙世紀0079年）
1. MSM-04 龟霸(アッガイ)(Acguy) (机体类型： 士兵)
2. MS-05 扎古I(ザクI)(Zaku I) (机体类型： 士兵)
3. MS-06 扎古II(ザクII)(Zaku II) (机体类型： 士兵)
4. MS-06K 扎古加农(ザクキャノン)(Zaku Cannon) (机体类型： 士兵)
5. MS-06V 扎古坦克(ザクタンク)(Zaku Tank) (机体类型： 士兵)
6. MS-06JC 陆战型扎古Ⅱ(陸戦型ザクII)(Ground Zaku II) (机体类型： 士兵)
7. MS-06RD-4 宇宙用高機動試驗型扎古(宇宙用高機動試験型ザク)(Prototype Zaku II) (机体类型： 士兵)
8. MS-07B-3 特装型老虎(グフカスタム)(Gouf Custom) (机体类型： 指挥官)
9. MS-07H-8 飛行測試型古夫(グフフライトタイプ)(Gouf Flight Type) (机体类型： 士兵)
10. MS-09  (ドム)(Dom) (机体类型： 士兵)

#### 《GUNDAM 0080》 （宇宙世紀0080年）
1. MSM-03C 高战蟹(ハイゴッグ)(Hy-Gogg) (机体类型： 士兵)
2. MS-06FZ 扎古II改(ザクII改)(Zaku II Kai) (机体类型： 士兵)
3. MSM-07E 魔蟹E(ズゴックE)(Z'Gok E) (机体类型： 士兵)
4. MS-09R-2 力克·大魔II(リック・ドムII)(Rick Dom II) (机体类型： 士兵)
5. MS-14JG 勇士J(ゲルググJ)(Gelgoog J) (机体类型： 士兵)
6. MS-18E 肯普法(ケンプファー)(Kämpfer) (机体类型： 指挥官)

#### 《GUNDAM 0083》 （宇宙世紀0083年）
1. AMA-X2(AMA-002) 諾耶·吉爾(ノイエ・ジール)(Neue Ziel) (机体类型： 指挥官)
2. AGX-04 加比拉(ガーベラ・テトラ)(Gerbera Tetra) (机体类型： 指挥官)
3. MA-06 瓦尔·瓦洛(ヴァル・ヴァロ)(Val Walo) (机体类型： 指挥官)
4. MS-06F2 後期型扎古II(後期量産型ザクII)(Late Production Zaku II) (机体类型： 士兵)
5. MS-09R-2 力克德姆II(リック・ドムII)(Rick Dom II) (机体类型： 士兵)
6. MS-09F 德姆F(ドム・フュンフ)(Dom Funf) (机体类型： 指挥官)
7. MS-09F/TROP 热带型德姆(ドム・トローペン)(Dom Tropen) (机体类型： 士兵)
8. MS-14F 海軍陸戰型勇士(ゲルググ・マリーネ)(Gelgoog Marine) (机体类型： 士兵)
9. YMS-16 扎梅爾(ザメル)(Xamel) (机体类型： 指挥官)
10. MS-21C 特拉傑(ドラッツェ)(Dra-C) (机体类型： 士兵)
11. RX-78GP02A GUNDAM試作2號機(サイサリスガンダム)(Physalis Gundam) (机体类型： 指挥官)

#### 《Z GUNDAM》 （宇宙世紀0087年 - 宇宙世紀0088年）
1. AMX-003 卡撒C(ガザC)(Gaza-C) (机体类型： 士兵)
2. AMX-004 (キュベレイ)(Qubeley) (机体类型： 指挥官)
3. ORX-005 加布兰(ギャプラン)(Gaplant) (机体类型： 指挥官)
4. MS-06E 强行侦察型扎古(強行偵察型ザク)(Recon Zaku) (机体类型： 士兵)
5. MS-06K 扎古加农(ザクキャノン)(Zaku Cannon) (机体类型： 士兵)
6. MS-06V 扎古坦克(ザクタンク)(Zaku Tank) (机体类型： 士兵)
7. MS-06M 水中用高扎古(マリン・ハイザック)(Marine Hizack) (机体类型： 士兵)
8. MS-07H 飞行测试型老虎(飛行試験型グフ)(Flight Test Gouf) (机体类型： 士兵)
9. MRX-010 精神力高达MK-II(サイコガンダムMk-II)(Psycho Gundam Mk-II) (机体类型： 指挥官)
10. MS-11 (アクト・ザク)(Act Zaku) (机体类型： 士兵)
11. MS-14 (ゲルググ)(Gelgoog) (机体类型： 士兵)

#### 《ZZ GUNDAM》 （宇宙世紀0088年 - 宇宙世紀0089年）
1. NZ-000 昆曼沙(クィン・マンサ)(Queen Mansa) (机体类型： 指挥官)
2. AMA-01X(AMA-001) 杰姆鲁·芬(ジャムル・フィン)(Jamru Fin) (机体类型： 士兵)
3. AMX-003 卡撒C(ガザC)(Gaza-C) (机体类型： 士兵)
4. AMX-004 (キュベレイ)(Qubeley) (机体类型： 指挥官)
5. AMX-004-2 丘貝雷MK-Ⅱ(キュベレイMk-II)(Qubeley Mk-II) (机体类型： 指挥官)
6. AMX-004G 量产型卡碧尼(量産型キュベレイ)(Mass Production Qubeley) (机体类型： 士兵)
7. MS-06 薩克II(ザクII)(Zaku II) (机体类型： 士兵)
8. MS-06D 沙漠战用薩克(ディザート・ザク)(Desert Zaku) (机体类型： 士兵)
9. AMX-006 卡撒D(ガザD)(Gaza-D) (机体类型： 士兵)
10. AMX-008 加佐姆(ガ・ゾウム)(Ga Zowmn) (机体类型： 士兵)
11. AMX-009 德莱森(ドライセン)(Dreissen) (机体类型： 士兵)
12. MS-09G 德瓦吉(ドワッジ)(Dwadge) (机体类型： 士兵)
13. MS-09H 德瓦吉改(ドワッジ改)(Dwadge Kai) (机体类型： 指挥官)
14. MRX-009 精神力鋼彈(サイコガンダム)(Psycho Gundam) (机体类型： 指挥官)
15. MRX-010 精神力鋼彈MK-II(サイコガンダムMk-II)(Psycho Gundam Mk-II) (机体类型： 指挥官)
16. AMX-011 薩克Ⅲ(ザクIII)(Zaku III) (机体类型： 士兵)
17. AMX-011S 薩克Ⅲ改(ザクIII改)(Zaku III Kai) (机体类型： 指挥官)
18. AMX-014 飙狼(ドーベン・ウルフ)(Doven Wolf) (机体类型： 士兵)
19. MS-14 勇士(ゲルググ)(Gelgoog) (机体类型： 士兵)
20. MS-14J 改修型勇士(リゲルグ)(Regelgu) (机体类型： 士兵)
21. AMX-015 盖马尔克(ゲーマルク)(Geymalk) (机体类型： 指挥官)
22. NRX-044 亚斯曼(アッシマー)(Asshimar) (机体类型： 士兵)
23. RMS-099B 狂飙·迪亚斯(シュツルム・ディアス)(Schuzrum Dias) (机体类型： 士兵)
24. AMX-101 卡爾斯J(ガルスJ)(Galluss-J) (机体类型： 士兵)
25. AMX-102 茲薩(ズサ)(Zssa) (机体类型： 士兵)
26. AMX-103 悍马·悍马(ハンマ・ハンマ)(Hamma Hamma) (机体类型： 指挥官)
27. AMX-104 R贾贾(R・ジャジャ)(R-Jarja) (机体类型： 指挥官)
28. RMS-106 高薩克(ハイザック)(Hizack) (机体类型： 士兵)
29. AMX-107 龙飞(バウ)(Bawoo) (机体类型： 指挥官)
30. AMX-107G 量产型龙飞(量産型バウ)(Mass Production Bawoo) (机体类型： 士兵)
31. RMS-108 馬拉賽(マラサイ)(Marasai) (机体类型： 士兵)
32. AMX-109 卡普尔(カプール)(Capule) (机体类型： 士兵)
33. AMX-117 卡斯R&L(ガズR&L)(Gazu-R&L) (机体类型： 指挥官)
34. RMS-119 侦察型薩克(アイザック)(EWAC-Zack) (机体类型： 士兵)
35. RMS-192M 水手薩克(ザク・マリナー)(Zaku Mariner) (机体类型： 士兵)

#### 《GUNDAM 逆襲的夏亞》 （宇宙世紀0093年）
1. MSN-03 乍得·多加(ヤクト・ドーガ)(Jagd Doga) (机体类型： 士兵)
2. MSN-04 沙扎比(サザビー)(Sazabi) (机体类型： 指挥官)
3. RMS-116H 民用型高扎古(ホビー・ハイザック)(Hobby Hizack) (机体类型： 指挥官)
4. AMS-119 基拉·多加(ギラ・ドーガ)(Geara Doga) (机体类型： 士兵)
5. NZ-333 α·瓦索龙(α・アジール)(Alpha Azieru) (机体类型： 指挥官)

#### 《GUNDAM UNICORN》 （宇宙世紀0096年）
1. MSN-03 乍得·多加(ヤクト・ドーガ)(Jagd Doga) (机体类型： 士兵)
2. AMX-003 卡撒C(ガザC)(Gaza-C) (机体类型： 士兵)
3. AMX-004G 量产型卡碧尼(量産型キュベレイ)(Mass Production Qubeley) (机体类型： 士兵)
4. MSM-04G 準亞古(ジュアッグ)(Juaggu) (机体类型： 士兵)
5. MS-05L 狙擊型扎古(ザク・スナイパー)(Zaku Sniper) (机体类型： 士兵)
6. AMX-006 加撒D(ガザD)(Gaza-D) (机体类型： 士兵)
7. MSN-06S 新安州(シナンジュ)(Sinanju) (机体类型： 指挥官)
8. MSN-06S 新安洲·原石(シナンジュ・スタイン)(Sinanju Stein) (机体类型： 指挥官)
9. MS-06FZ 扎古II改(ザクII改)(Zaku II Kai) (机体类型： 士兵)
10. MS-06D 沙漠战用扎古(ディザート・ザク)(Desert Zaku) (机体类型： 士兵)
11. MS-06K 扎古加农(ザクキャノン)(Zaku Cannon) (机体类型： 士兵)
12. MS-06V-6 扎古坦克V-6(ザクタンクV-6)(Zaku Tank V-6) (机体类型： 士兵)
13. AMA-007(AMA-X7) 尚布羅(シャンブロ)(Shamblo) (机体类型： 指挥官)
14. MS-07C-3 重装型老虎(重装型グフ)(Heavy Armored Gouf) (机体类型： 士兵)
15. MSM-07 魔蟹(ズゴック)(Z'Gok) (机体类型： 士兵)
16. MSM-08 佐寇克(ゾゴック)(Zogok) (机体类型： 士兵)
17. MS-08TX/S 勇戰型伊夫里特(イフリート・シュナイド)(Efreet Schneid) (机体类型： 士兵)
18. AMX-008 加佐姆(ガ・ゾウム)(Ga Zowmn) (机体类型： 士兵)
19. AMX-009 德莱森(ドライセン)(Dreissen) (机体类型： 士兵)
20. MS-09G 德瓦吉(ドワッジ)(Dwadge) (机体类型： 士兵)
21. MS-09F/TROP 热带型德姆(ドム・トローペン)(Dom Tropen) (机体类型： 士兵)
22. AMX-011 扎古Ⅲ(ザクIII)(Zaku III) (机体类型： 士兵)
23. MS-12 蓋剛(ギガン)(Gigan) (机体类型： 士兵)
24. MS-R12 力克·蓋剛(リック・ギガン)(Rick Gigan) (机体类型： 士兵)
25. AMX-014 飙狼(ドーベン・ウルフ)(Doven Wolf) (机体类型： 士兵)
26. MS-14 勇士(ゲルググ)(Gelgoog) (机体类型： 士兵)
27. MS-14J 改修型勇士(リゲルグ)(Regelgu) (机体类型： 士兵)
28. MS-14D 沙漠战用勇士(デザート・ゲルググ)(Desert Gelgoog) (机体类型： 士兵)
29. MS-21C 特拉傑(ドラッツェ)(Dra-C) (机体类型： 士兵)
30. AMX-101 卡爾斯J(ガルスJ)(Galluss-J) (机体类型： 士兵)
31. AMX-101K 卡爾斯K(ガルスK)(Galluss-K) (机体类型： 士兵)
32. AMX-101E 疾風卡爾斯(シュツルム・ガルス)(Schuzrum Galluss) (机体类型： 士兵)
33. AMX-102 茲薩(ズサ)(Zssa) (机体类型： 士兵)
34. RMS-106 高扎古(ハイザック)(Hizack) (机体类型： 士兵)
35. RMS-106CS 狙击型高扎古(ハイザック・カスタム)(Hizack Custom) (机体类型： 士兵)
36. AMX-107G 量产型龙飞(量産型バウ)(Mass Production Bawoo) (机体类型： 士兵)
37. AMX-107R 再生龙飞(リバウ)(Rebawoo) (机体类型： 指挥官)
38. RMS-108 姆拉塞(マラサイ)(Marasai) (机体类型： 士兵)
39. AMX-109 卡普尔(カプール)(Capule) (机体类型： 士兵)
40. RMS-119 侦察型扎古(アイザック)(EWAC-Zack) (机体类型： 士兵)
41. AMS-119 基拉·多加(ギラ・ドーガ)(Geara Doga) (机体类型： 士兵)
42. AMS-119 重装型基拉·多加(重装型ギラ・ドーガ)(Heavy Armored Geara Doga) (机体类型： 士兵)
43. AMS-129 基拉·祖鲁(ギラ・ズール)(Geara Zulu) (机体类型： 士兵)
44. AMS-129M 傑·祖魯(ゼー・ズール)(Zee Zulu) (机体类型： 士兵)
45. YAMS-130 章鱼·祖鲁(クラーケ・ズール)(Krake Zulu) (机体类型： 士兵)
46. YAMS-132 羅森·祖魯(ローゼン・ズール)(Rozen Zulu) (机体类型： 指挥官)
47. RMS-192M 水手扎古(ザク・マリナー)(Zaku Mariner) (机体类型： 士兵)
48. NZ-666 刹帝利(クシャトリヤ)(Kshatriya) (机体类型： 指挥官)
49. NZ-666 復元型刹帝利(クシャトリヤ・ベッセルング)(Kshatriya Besserung) (机体类型： 指挥官)
50. NZ-666 修补型刹帝利(クシャトリヤ・リペアード)(Kshatriya Repaired) (机体类型： 指挥官)
51. NZ-999 新吉翁克(ネオ・ジオング)(Neo Zeong) (机体类型： 指挥官)

## 「吉翁方言」
在初代鋼彈當中曾經出現「吉翁方言」這樣的詞句，是潛入白色基地的吉翁兵－佛拉那岡·布恩－對同時潛入的加利歐卡所說的台詞。但是在影片當中並沒有出現特別的口音或方言，其內容與相關設定也不存在。（但是北美版的英文配音則可以明顯聽出差異。）
但是在機動戰士GUNDAM 0080：口袋裡的戰爭當中巴納德·懷茲曼（巴尼）在潛入Side6聯邦軍秘密基地時，編劇沿用了這個設定，使得聯邦軍士兵以口音跟錯誤的對話內容認出了巴尼是吉翁兵的事實。同樣的在機動戰士GUNDAM MS IGLOO一年戰爭秘錄第二集中，搭乘捕獲的II的聯邦軍フェデリコ・ツァリアーノ中佐對吉翁的地上警備兵的談話中有這麼一段：「喂！你知道哪裡有120mm的彈藥嗎？」「如果你要的話，那裡（第128物資收集所）有很多！話說回來，你的口音還真怪啊。」但是在影片中所聽到的並沒有明顯差異。